# Baltasar Coll i Tomàs
Baltasar Coll i Tomàs, nascut el 22 de juny de 1930 a Llucmajor, Mallorca, i traspassat el 8 de setembre de 2010 a Palma, Mallorca, fou un prevere i canonge de la Seu de Mallorca que ha destacat com a escriptor, llatinista i folklorista.
Coll es llicencià el 1953 en filosofia i lletres, secció de Filologia Clàssica, a la Universitat de Barcelona, on després també hi realitzà cursos de doctorat. Posteriorment, el 1958, estudià teologia al Seminari de Mallorca el 1958 i fou ordenat sacerdot. Accedí el 1973, per oposició, a una canongia de la Seu de Mallorca, i li fou encarregada la direcció de la Biblioteca Capitular i director dels museus. Professionalment, també es dedicà a l'ensenyament superior en diferents centres de titularitat pública i privada de Mallorca (entre ells l'Institut Maria Antònia Salvà al seu poble natal, actualment IES Llucmajor), amb places de professor agregat i de catedràtic numerari, des de les quals impartí diferents matèries, especialment llatí.

## Obra
Coll ha destacat com a llatinista i en aquest camp cal destacar les traduccions de "Medea", de Sèneca, i de l'himnari litúrgic del "Laudes i Vespres de la Litúrgia de les Hores" (1983).
Com a folklorista ha reunit informació, dades i materials completíssims sobre l'obra d'Antoni Gaudí a Mallorca, la poetessa Maria Antònia Salvà Ripoll, temes llucmajorers, els siurells, el cardenal Antoni Despuig i Dameto, la Sibil·la, les neules i les coquetes de Sant Joan.
Les seves obres més destacades són:
- Folklore de Llucmajor. Rondalles. Feines. Costums. Festes (1971).
- El recetario medieval de Bartomeu de Verí, regente de Nápoles (1982).
- Catedral de Mallorca (1977).
- Cançoner de la Venerable (1981).
- Ceràmica popular de Mallorca, en col·laboració amb Guillem Rosselló Bordoy (1998).
- Gaudí a la Seu de Mallorca. Els ferros forjats. Lleonard Muntaner, editor (2014). ISBN 978-84-16116-40-9

## Premis
Baltasar Coll ha aconseguit nombrosos premis, destacant-hi:
- Diversos premis en certàmens poètics des del 1946 a Valldemossa, Solsona, Terrassa i Girona.
- El premi de poesia "Ciudad de Palma" (1957) per la seva obra, encara a hores d'ara inèdita L'arc.
- El premi Viola d'or i argent dels Jocs Florals de Barcelona (1989).[1]